# Ling Zhi
Ling Zhi (* 6. April 1994) ist ein chinesischer Curler.

## Biografie
Ling Zhi hatte seinen ersten internationalen Auftritt bei den Juniorenweltmeisterschaft 2014. Dort konnte das chinesische Team jedoch kein einziges Spiel gewinnen. Bei der Mixed-Weltmeisterschaft 2017 gehörte er als Third zum chinesischen Team, welches das Achtelfinale erreichte. Mit Fan Suyuan qualifizierte sich Ling für die Mixed-Doubles-Weltmeisterschaft 2021, wo das Duo mit vier Siegen und fünf Niederlagen den neunten Platz belegte.
Bei den Olympischen Winterspielen 2022 in Peking tritt Ling zusammen mit Fan Suyuan im Mixed-Doubles-Turnier an.